# Hrabstwo Menifee

Piramida wieku hrabstwa

Hrabstwo Menifee – hrabstwo w USA, w stanie Kentucky. Według danych z 2010 roku, hrabstwo zamieszkiwało 6306 osób. Siedzibą hrabstwa jest Frenchburg.